# Adelmo Tacconi

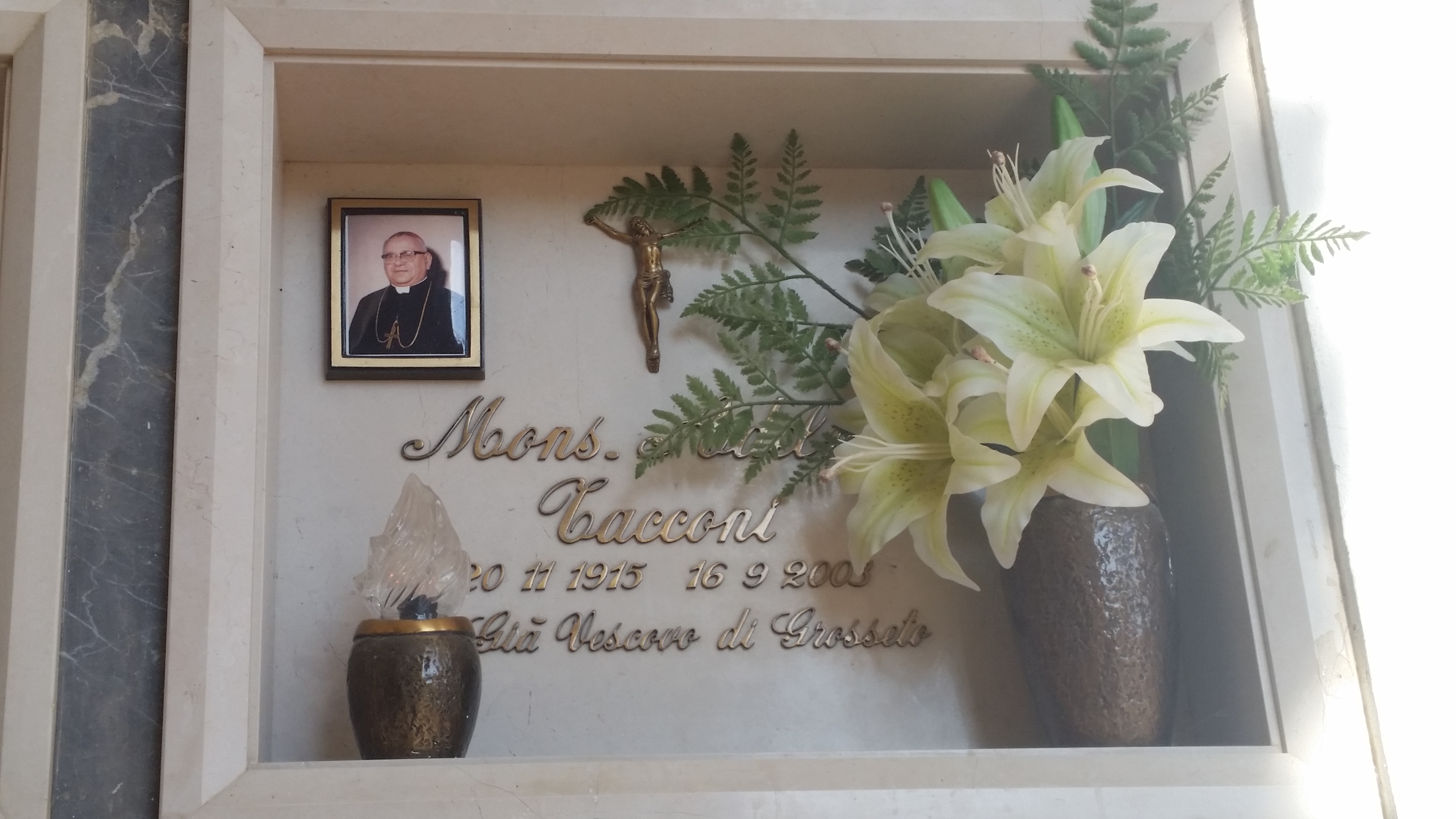
Grab von Adelmo Tacconi in Grosseto

Adelmo Tacconi (* 20. November 1915 in Roccastrada; † 16. September 2003 in Grosseto) war ein italienischer katholischer Geistlicher und Bischof von Grosseto.

## Leben
Adelmo Tacconi empfing am 3. Februar 1940 die Priesterweihe. Paul VI. hat ihn am 23. April 1970 zum Weihbischof in Sovana und Pitigliano und Titularbischof von Sinna ernannt. 
Der Apostolische Administrator von Grosseto und Sovana e Pitigliano, Primo Gasbarri, weihte ihn am 21. Juni desselben Jahres zum Bischof; Mitkonsekratoren waren Fiorenzo Angelini, Verantwortlicher für die Krankenhausseelsorge in Rom, und Giuseppe Marafini, Bischof von Veroli-Frosinone. 
Der Papst ernannte ihn 1975 zum Weihbischof in Grosseto. Am 23. März 1979 wurde er zum Bischof von Grosseto ernannt. Johannes Paul II. nahm am 20. Juli 1991 seinen altersbedingten Rücktritt an.